# Просянка (рослина)
Просянка  (Milium) — рід трав'янистих рослин родини тонконогові (Poaceae).

## Ботанічний опис
Листки — лінійні.
Колоски — дрібні, з однією двостатевою анемофільною квіткою, зібрані у волоті. Квіткові луски без остюків.
Зернівки у квіткових лусочках.

## Поширення
Поширені у степовій, лісостеповій, лісовій зонах Північної півкулі.

## Види
Ботаніки включають у рід близько шести видів, статус деяких, раніше описаних видів, залишається невизначеним. Ті види, що позначені зірочкою (*), поширені в Україні.
- Milium atropatanum(інші мови) Maroofi
- Milium effusum L. — Просянка розлога* типовий
- Milium pedicellare (Bornm.) Roshev.(інші мови) ex Melderis(інші мови)
- Milium schmidtianum K.Koch
- Milium transcaucasicum Tzvelev
- Milium vernale M.Bieb. — Просянка весняна* [syn.  Milium montianum Parl.]